# Veronica Lodge
Veronica Lodge, ou Véronica Lasalle dans la première version française, est un personnage fictif de la série de bande-dessinée Archie Comics, elle est l'un des principaux personnages de la bande d'Archie.
Veronica aime Archie, elle forme un triangle amoureux avec Betty Cooper et Archie Andrews

## Présentation
Que ce soit dans le début de la première version ou dans le reboot de 2015, Veronica est toujours représenté dans les comics comme une jeune lycéenne de 17 ans, fille unique d'un riche homme d'affaires, elle a les cheveux noirs mi-longs et elle est toujours habillée avec vêtements chics et griffés.
Elle est l'une des conquêtes d'Archie Andrews et représente comme étant la rivale de Betty Cooper en raison de son implication dans un triangle amoureux entre cette dernière, elle-même et Archie. Elle est aussi au centre d'un autre triangle entre Archie et Reggie Mantle dans la première version des comics.

## Première version
Le profil psychologique de Veronica est différent des autres adolescentes de son âge : elle adopte une attitude qui est parfois bonne, parfois mauvaise, elle se montre souvent vaniteuse, orgueilleuse, gâtée, snob, égoïste, hypocrite et surtout irascible. À chaque fois qu'Archie sort avec une autre fille (surtout avec Betty), Veronica pique des crises de jalousie et se défoule. Elle n'est pas une vilaine fille, elle démontre souvent son côté amical et apprécié de tous, elle veut être une bonne amie car elle n'est pas seulement «hot», mais aussi «cool» avec la bande.
Son passe-temps préféré est le lèche-vitrine, elle passe son temps à vider les boutiques des centres commerciaux et aussi à s'endetter en utilisant ses cartes de crédit ce qui peut mettre son père en colère quand il reçoit les factures.
Le seul membre du groupe que Veronica ne supporte pas est Jughead Jones, elle le décrit comme un parasite qui s'incruste chez elle avec Archie pour vider son frigo. Elle donnera même l'ordre à Smithers, son majordome, de le mettre systématiquement à la porte comme un indésirable.

## Apparitions dans d'autres médias

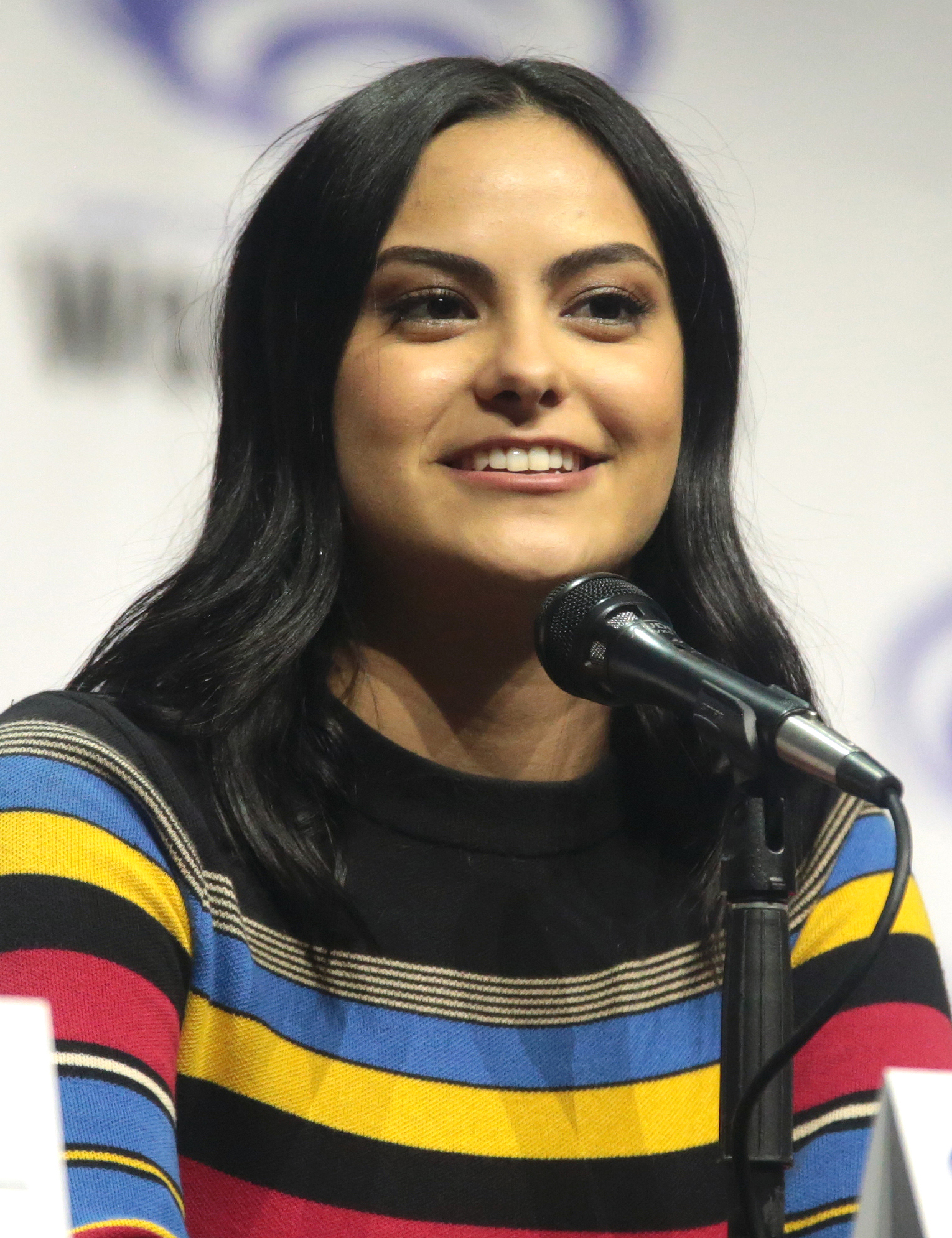
Camila Mendes incarne Veronica dans Riverdale.

### Téléfilms
- 1990 : Archie: To Riverdale and Back Again, réalisé par Dick Lowry et diffusé sur NBC. Veronica est interprétée par Karen Kopins.
- 2002 : Archie : Préhistoire de fous (The Archies in Jugman), réalisé par Scott Heming et diffusé sur Nickelodeon. Camille Schmidt prête sa voix à Veronica.

### Séries d'animation
- 1968-1969 : The Archie Show, avec la voix de Jane Webb, diffusée sur CBS.
- 1971 : Archie's TV Funnies, avec la voix de Jane Webb, diffusée sur CBS.
- 1974 : U.S. of Archie, avec la voix de Jane Webb, diffusée sur CBS.
- 1977 : The New Archie and Sabrina Hour, avec la voix de Jane Webb, diffusée sur NBC.
- 1987 : Archie Classe (The New Archies) avec la voix d'Alyson Court, diffusée sur NBC.
- 1999-2000 : Archie, mystères et compagnie (Archie's Weird Mysteries) avec la voix de Camille Schmidt, diffusée sur PAX.

### Séries télévisées
- depuis 2017 : Riverdale, avec Camila Mendes dans le rôle de Veronica, diffusée sur The CW.